# Károly Nemes-Nótás
Károly Nemes-Nótás (* 28. Oktober 1911 in Budapest; † 4. August 1982 ebenda) war ein ungarischer Radrennfahrer.

## Sportliche Laufbahn
Nemes-Nótás war Teilnehmer der Olympischen Sommerspiele 1936 in Berlin. Beim Sieg von Robert Charpentier im olympischen Straßenrennen schied er aus. Die ungarische Mannschaft kam nicht in die Mannschaftswertung. Durch einen Massensturz kurz vor dem Ziel war eine reguläre Ermittlung der Plätze in der Mannschaftswertung nicht möglich, so dass Ungarn aus der Wertung fiel. 1935 wurde er Sieger der Ungarn-Rundfahrt.